# Plena de Panamá
La plena panameña es un subgénero musical que incluye ritmos de reggae, dancehall, y varios estilos de la música afrocaribeña, específicamente de Jamaica . Es la continuación del reggae en español en tiempos presentes. Las letras de la plena suelen discutir temas como la opresión, la delincuencia, la escasez económica, la discriminación racial, la sexualidad y la violencia política.

## Etimología
El término plena o reggae en español fue un nombre que ha ido desarrollándose en Panamá desde los años 1970 cuando en el país centroamericano comenzó a tomar auge la realización de sonidos afrocaribeños provenientes de Jamaica, Trinidad y Tobago, Barbados y otras islas del Caribe. Se comenzó a autodenominar como ‘reggae en español’ en sus inicios, aunque reuniera ritmos como dancehall o soca, hasta que después de los 2000, es que en el país y en los lugares circundantes se comenzó a conocer como ‘plena’ panameña y va creciendo como un género hispano en paralelo al reggae y otros ritmos de Jamaica.

## Historia

### Inicios

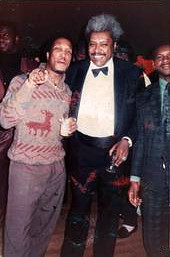
Michael Ellis y Don King.

La Plena de Panamá, que antes se llamaba reggae en español, se originó en el Istmo de Panamá. Las raíces de la plena panameña se remontan a la creación del Canal de Panamá en 1903. Durante la construcción del Canal, hasta 150.000 trabajadores negros y sus familias fueron trasladados a Panamá desde las Antillas. Con ellos, estos inmigrantes trajeron música afrocéntrica, como el ragamuffin, el dancehall, el reggae fusion, la soca y el reggae. Durante este período, muchos artistas de reggae comenzaron a traducir estos estilos de música al español y a combinarlos con el dancehall; de este se formó el reggae en español. A menudo, los artistas traducían las canciones jamaicanas en español y luego procedían a cantar sobre las melodías de reggae originales. Estos estilos de música afrocéntricos se hicieron más populares durante el auge de los movimientos negros en la década de 1960. El reggae panameño surgió en la década de 1970 como una mezcla de soca de Trinidad y Tobago, konpa dirèk Haitiana, calipso y reggae jamaicano. Durante sus primeros años el reggae en español fue promovido por artistas que vendían sus demos a conductores de autobuses. El calipso ha influido en gran medida a la plena, sobre todo a través de la introducción de la improvisación lírica. Las letras improvisadas se ejemplifican mejor por la música de El General. A mediados de la década de 1980 el ritmo del dancehall jamaicano fue añadido a la mezcla del reggae en español, y durante la década de 1980 surgió oficialmente la «plena». Uno de los primeros éxitos de la plena fue «Mi mujer habla así», lanzado por Nando Boom en 1987. El estilo creció cuando El General lanzó su primer sencillo «Tu Pum Pum» en 1990. La plena se originó en Panamá, pero a finales de los 1980 y principios de los 1990 llega a la isla caribeña de Puerto Rico y la regionalización del género en ese lugar ayudó al nacimiento del “reggaetón” lo cual recibe su nombre en Puerto Rico en 1993 por Daddy Yankee. Los puertorriqueños llaman a su género musical «reggaetón», que viene siendo un híbrido del «reggae en español» o plena de Panamá con hip hop estadounidense. En una entrevista con El General sobre el origen de la plena afirma que este género tiene sus raíces en la música jamaicana:

Realmente es una música que viene de Jamaica. Cuando en Panamá se construyó el Canal de Panamá vino mucha gente de Jamaica y trajeron su cultura con ellos. Yo vivía escuchando esa música junto a mis amigos, también cantándola, pero en español. Después comenzamos a grabarla en casete y los tocábamos en los autobuses públicos, así logramos hacer que esta música se pusiera de moda en Panamá. Formamos un grupo que se llamaba Renato y las cuatro estrellas; yo era una de esas estrellas. El requisito para estar en él era ser muy bueno improvisando, y como yo me hice experto en hacerlo, me pusieron «El General».
Edgardo Franco

### Extensión por todo el Caribe
La plena comenzó en Panamá, se extendió rápidamente por todo el Caribe y a finales de los 1980 y principios de los 1990 se formaron múltiples mezclas, recreaciones e híbridos del género. Sin embargo, el género se hizo bien popular en Puerto Rico, debido a su gran éxito comercial y la isla lo transformó y lo convirtió en un género nuevo llamado “reguetón’’ o “reggaetón” y fue el primer lugar producir artistas y estrellas de ese género urbano. Además, a principios de los 1990 el ritmo «Dem Bow», creado por Steely & Clevie, se caracterizó por ser la espina dorsal del nuevo género puertorriqueño y el ritmo ganó una popularidad masiva. Esta caracterización del reguetón, actuó como una forma de establecer un género híbrido, aparte del sonido original de Jamaica ; el «reggae en español» o plena. En este punto el género de Panamá demostró que estaba siendo naturalizado, producido e hibridado por artistas de la época a lo largo de América Latina y los Estados Unidos. Artistas pioneros del reguetón puertorriqueño incluye a Eddie Ávila, Daddy Yankee, Tego Calderón, Vico C y otros más.

### Influencia en Estados Unidos

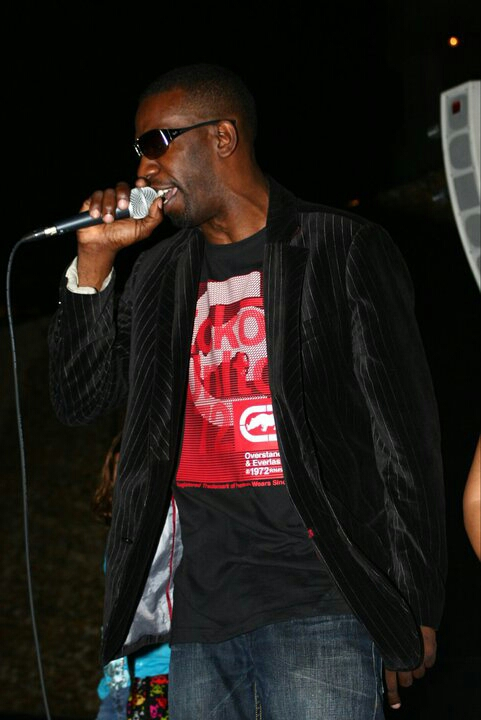
Nando Boom, uno de los artistas más influyentes del reggae panameño.

Mientras que los híbridos de la plena fueron muy frecuentes en el Caribe y América Central, también se convirtió muy popular en centros de Pan-Latino/Pan-Caribe como Nueva York y Miami. Estos espacios de pan-latino reunieron a los panameños, así como puertorriqueños, dominicanos y afroamericanos, creando diversas combinaciones de estilos musicales. La plena pronto entró en conversación con muchos otros géneros; como el hip-hop, rap y el rock en los Estados Unidos donde fue transformado y reconstruido, formando una nueva versión del reggae en español mezclado con influencias del hip hop americanas. Un ejemplo de ello es el grupo Los Rakas. Comenzando en la década del 2000 los dos primos de origen panameño se reunieron en Oakland, California y formaron un grupo musical. Su estilo consiste en una mezcla de influencias de hip hop y reguetón, dancehall y reggae y ejemplifica a uno de los muchos híbridos de la plena que fue en esos tiempos. Además, estos híbridos que se han creado no eran solamente influencias en nuevos artistas de plena o reggae en español en los Estados Unidos, pero también se trajo de vuelta a lugares como Puerto Rico, República Dominicana y Panamá y transformados y recreados allí. Por otra parte, los estilos musicales no fueron la única parte de la plena que transformado y cambiado que entró en los Estados Unidos en los años 90. A su llegada el reggae o plena principalmente se identificó y fue denominado «Música Negra», lo que significa que el género mismo principalmente fue representante y entrelazado con símbolos de la negritud. Sin embargo, la transición del reggae en español en los Estados Unidos y la nueva corriente, cambió la cara al reguetón. En la década del 2000 el reguetón puertorriqueño hizo su gran oportunidad en la industria de la música mainstream cuando N.O.R.E y Daddy Yankee salió con su hit singles «Oye mi canto» y «Gasolina». Estas canciones fueron momentos clave en la transición al reguetón en los Estados Unidos, redefiniendo muchos de estos artistas estilos y música como «Hispanic Urban». Durante esta transición el reguetón y las plenas panameñas experimentaron una forma de Blanqueamiento en el que la industria y los artistas se movieron más lejos de las raíces de los géneros Afro-latinos y más hacia una identidad de Pan-Latino. Los géneros cada vez más llegaron a ser conocidos y promovidos como «música caribeña latina» con el fin de comercializar el género a un público más amplio y la apelación a la identidad de Latinidad.

## Aspectos culturales

### Popularidad juvenil
Similar a la salsa la cual fue una expresión cultural de la juventud latina de principios de los años 1970, la plena panameña y el reguetón boricua son reflejo de la realidad urbana de ambos países y se han convertido en un modo de expresión para muchos otros jóvenes latinos. Han continuado actuando como una forma de resistencia hacia el imperialismo cultural producido por la presencia de Estados Unidos en América Latina. La música reggae en español actúa como una salida para los jóvenes latinos a expresar y comentar sobre las luchas que experimentan y perciben en la sociedad actual. Este modo de expresión comenzó con los primeros artistas veteranos que comentaron sobre la discriminación racial que artistas, como El General, enfrentan en Panamá. A pesar de la capacidad de la plena en comentar sobre la discriminación racial y sus raíces en la música afrocentric, este género ha abrazado a artistas de todos los orígenes raciales y étnicos. En este sentido, refleja la variedad de razas que es la realidad de la herencia Latina.

### Conexiones con el hip hop
Como el hip hop es una de las principales influencias del reguetón puertorriqueño, demuestra que hay muchas similitudes entre la cultura hip hop y el reggae en español panameño. Ambos están muy centrados en la vida de la calle. Al igual que en el hip hop, las cicatrices físicas de la experiencia en la calle añaden legitimidad a la imagen de un artista. Actos que producen la mayoría del sentido de la autenticidad de la calle están siendo arrestados por drogas y posesión de armas. Otro aspecto del hip hop se ve en el reguetón son las rivalidades entre artistas. Dentro de estas rivalidades los artistas utilizan su música para producir diss song (tiraeras) unos hacia los otros. Sin embargo, a diferencia de las rivalidades del hip hop, en el reggae las rivalidades no suelen ser letales. También en algunos casos los artistas de reguetón tienden a usar bling-bling una moda de estética, utilizada en la cultura hip hop.

## Baile
Los bailes utilizados dentro de la plena o el reggae de Panamá son varios y demuestra la variedad cultural que se recopiló cuando se comenzó hacer ritmos afrocaribeños en el país. Uno de los bailes que se influenció a partir del movimiento cultural panameño es el "rocheo".
En este la actitud de los participantes es seductora ya que practican movimientos lascivos y sensuales. Las rodillas ligeramente flexionadas, el hombre tiene movimientos sueltos y realiza gestos típicos, y la mujer le baila agitando vigorosamente las caderas.